# Rémy Orban

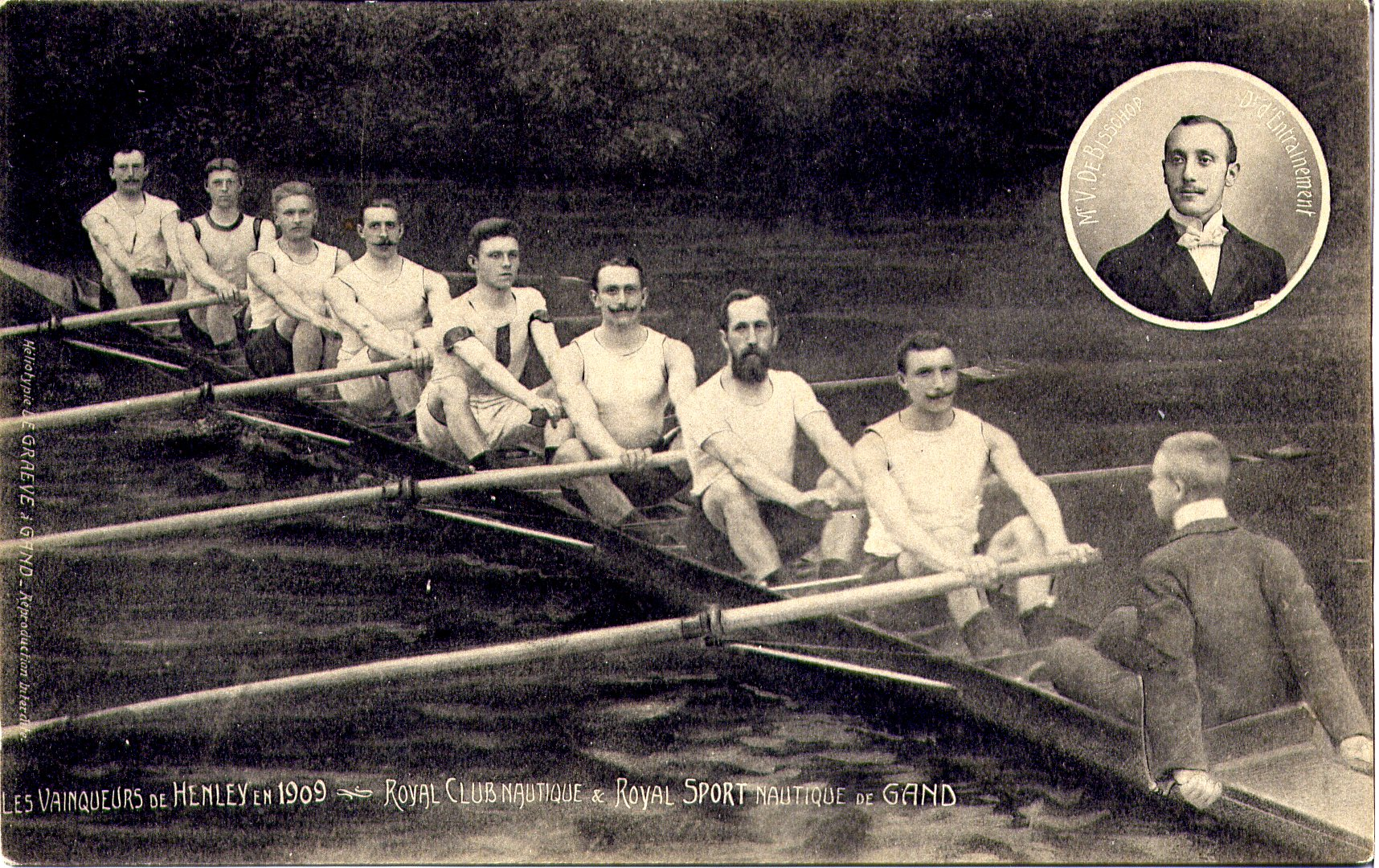
Rémy Orban (4. von links) mit der Koninklijke Roeivereniging Club Gent bei der Henley Royal Regatta 1909

Joseph Albert Célestin Rémy Orban (* 9. April 1880 in Herve; † 1951) war ein belgischer Ruderer, der 1906 und 1908 Olympiazweiter wurde.
Rémy Orban ruderte für die Koninklijke Roeivereniging Club Gent. Bei den Olympischen Zwischenspielen 1906 traten Rémy Orban und sein Bruder Max zusammen mit dem griechischen Jugendlichen Theophilos Psiliakos im Zweier mit Steuermann an. Im Wettbewerb über 1000 Meter gewannen die Italiener Enrico Bruna und Emilio Fontanella mit ihrem Steuermann Giorgio Cesana vor dem zweiten italienischen Boot und zwei französischen Booten. Die Brüder Orban belegten mit ihrem Steuermann den fünften Platz. Im Zweier wurde noch ein zweiter Wettbewerb über eine englische Meile ausgetragen. Auch hier siegten Bruna, Fontanella und Cesana, mit 30 Sekunden Rückstand erruderten die Brüder Orban den zweiten Platz vor dem französischen Boot mit Joseph Halcet, Adolphe Bernard und Jean-Baptiste Mathieu, das über die kurze Distanz den vierten Platz belegt hatte.
Bei den Europameisterschaften 1906 siegten die Brüder Orban mit dem belgischen Achter vor dem französischen und dem italienischen Boot. Auch bei den Europameisterschaften 1908 gewann der belgische Achter, allerdings ohne Rémy Orban.
Sieben Ruderer aus dem Europameisterboot von 1908 traten auch bei den Olympischen Spielen 1908 in London mit dem belgischen Achter an, nur Rémy Orban und der Steuermann Alfred van Landeghem waren nicht bei den Europameisterschaften dabei gewesen. In London erreichte der Genter Achter mit einem Sieg über das Boot der University of Cambridge als einziges ausländisches Boot ein Finale und unterlag dort der Crew vom Leander Club.